# Алёшин, Кирилл Павлович
Кири́лл Па́влович Алёшин (род. 24 апреля 1997 года в Омске) — российский фигурист, выступающий в танцах на льду с Анастасией Скопцовой. В свой последний сезон по юниорам (2017/2018) они выиграли финал юниорского Гран-при и чемпионаты России и мира. В следующем сезоне они дебютировали во взрослой серии Гран-при, а также стали серебряными призёрами челленджера «Кубок Таллина».

## Биография
Занимается в фигурным катанием с 2003 года, когда ещё жил в Омске; его первым тренером была Татьяна Одинокова.
Раньше был одиночником.
В сезонах 2009/2010, 2010/2011 и 2011/2012 выступал в танцах на льду в паре с Евгенией Черпаковой. Тренировались они в петербургской СШОР.
В сентябре 2012 года Анастасия Скопцова, по её словам, осталась без партнёра и приняла решение завершить спортивную карьеру, сосредоточившись на учёбе в школе. Однако уже через несколько дней она поняла, что скучает по льду, и при поддержке матери решила возобновить поиски партнёра. Мать фигуристки нашла в сети анкету Кирилла Алёшина и связалась с его родителями, договорившись о просмотре. Перед пробой Скопцова не знала, с кем именно будет вставать в пару, хотя была знакома с Алёшиным по совместным соревнованиям и иногда ездила с ним в трансферах.

### Сезон 2017/2018
В сезоне 2017/2018, своём последнем на юниорском уровне, Скопцова/Алёшин победили в финале юниорского Гран-при, а также на юниорских чемпионатах России и мира.

### Сезон 2018/2019
В сезоне 2018/2019 пара дебютировала во взрослых международных соревнованиях. Во второй половине октября — первой половине ноября они выступили на двух этапах взрослой серии Гран-при, — Skate Canada и NHK Trophy, — заняв там, соответственно, 10-е и 7-е места. Затем выступили на «Кубке Таллина» (в этом сезоне уже во взрослом разряде этого турнира, являющемся частью так называемой Претендентской серии ISU, или серии «Челленджер») и завоевали серебряные медали.

## Спортивные достижения
| Соревнования                        | 14/15                        | 15/16                        | 16/17                        | 17/18                        | 18/19                        | 19/20                        | 20/21                        |
| Международные индивидуальные        | Международные индивидуальные | Международные индивидуальные | Международные индивидуальные | Международные индивидуальные | Международные индивидуальные | Международные индивидуальные | Международные индивидуальные |
| ----------------------------------- | ---------------------------- | ---------------------------- | ---------------------------- | ---------------------------- | ---------------------------- | ---------------------------- | ---------------------------- |
| Этапы Гран-при. Cup of China        |                              |                              |                              |                              |                              | 7                            |                              |
| Этапы Гран-при. Cup of Russia       |                              |                              |                              |                              |                              | 9                            | 3                            |
| Этапы Гран-при. NHK Trophy          |                              |                              |                              |                              | 7                            |                              |                              |
| Этапы Гран-при. Skate Canada        |                              |                              |                              |                              | 10                           |                              |                              |
| Tallinn Trophy                      |                              |                              |                              | 1 юн.                        | 2                            |                              |                              |
| Egna Dance Trophy                   |                              |                              |                              |                              |                              | 2                            |                              |
| Santa Claus Cup                     |                              |                              |                              |                              |                              | 1                            |                              |
| Национальные                        |                              |                              |                              |                              |                              |                              |                              |
| Чемпионат России                    |                              |                              |                              |                              | 5                            | 5                            | 3                            |
| Первенство России среди юниоров     | 9                            | 5                            | 3                            | 1                            |                              |                              |                              |
| Этапы Кубка России. I этап          | 3 юн.                        |                              |                              | 1 юн.                        |                              |                              |                              |
| Этапы Кубка России. II этап         | 4 юн.                        |                              |                              |                              |                              |                              |                              |
| Этапы Кубка России. IV этап         |                              |                              |                              | 1 юн.                        |                              |                              | 1                            |
| Этапы Кубка России. V этап          |                              | 2 юн.                        | 2 юн.                        |                              |                              |                              | 1                            |
| Международные среди юниоров         |                              |                              |                              |                              |                              |                              |                              |
| Юношеские Олимпийские игры          |                              | 3                            |                              |                              |                              |                              |                              |
| Чемпионат мира среди юниоров        |                              |                              | 5                            | 1                            |                              |                              |                              |
| Финал юниорского Гран-при           |                              | 6                            |                              | 1                            |                              |                              |                              |
| Этапы юниорского Гран-при. Хорватия |                              | 2                            |                              |                              |                              |                              |                              |
| Этапы юниорского Гран-при. Польша   |                              | 3                            |                              | 1                            |                              |                              |                              |
| Этапы юниорского Гран-при. Беларусь |                              |                              |                              | 2                            |                              |                              |                              |
| Этапы юниорского Гран-при. Эстония  |                              |                              | 2                            |                              |                              |                              |                              |
| Этапы юниорского Гран-при. Словения |                              |                              | 3                            |                              |                              |                              |                              |
| Volvo Open Cup                      | 4                            |                              |                              |                              |                              |                              |                              |